# أولاد توك (سور العز)
أولاد توك هي إحدى مشيخات المملكة المغربية، تتبع جغرافيا لإقليم قلعة السراغنة وإداريًا لسور العز. يقدر عدد سكانها بـ 4631 نسمة حسب الإحصاء الرسمي للسكان والسكنى لسنة 2004.